# Otus collari
Otus collari е вид птица от семейство Совови (Strigidae).

## Разпространение
Видът е разпространен в Индонезия.